# Die rote Violine
Die rote Violine (engl. Titel: The Red Violin, französischer Titel: Le Violon rouge) ist ein Filmdrama von Regisseur François Girard aus dem Jahr 1998. Die Filmmusik von John Corigliano wurde bei der Oscarverleihung 2000 ausgezeichnet. Der Episodenfilm erzählt die über Jahrhunderte reichende wechselvolle, oft tragische Geschichte einer Violine und ihrer Besitzer, die von ihr in einen magischen Bann gezogen werden.
Als Inspiration für den Film diente die berühmte Stradivari-Violine „Rote Mendelssohn“ aus dem Jahr 1720. Sie ist nach ihrer früheren Besitzerin Lilli Bohnke, geborene von Mendelssohn, benannt. Heute befindet sich das Instrument im Besitz der US-amerikanischen Violinistin Elizabeth Pitcairn, die es regelmäßig in Konzerten spielt.

## Handlung
Ein Auktionator in Montreal versteigert verschiedene Streichinstrumente, unter anderem eine Stradivari. Der Höhepunkt der Versteigerung kommt zuletzt, es ist die sogenannte Rote Violine.
In Rückblenden sieht man die Entstehung und den Lebenslauf des besagten Musikinstruments. Der italienische Geigenbaumeister Nicolo Bussotti aus Cremona baut sein Meisterwerk im Jahre 1681. Seine Frau Anna ist derweil hochschwanger und ahnt Schlimmes. Sie befragt die Dienerin Cesca, die ihr die Zukunft aus den Karten liest. Sie sagt ihr ein langes Leben und eine lange Reise voraus, doch Anna stirbt bei der Geburt, wie auch das Neugeborene. Ihr Mann ist tief erschüttert, er mischt das Blut seiner geliebten Frau in den Lack und färbt damit seine Violine – sein letztes Werk – rot.
Über hundert Jahre später zaubert in einem Kloster das Waisenkind Kaspar Weiss wunderschöne Töne aus diesem Instrument. Er wird von Georges Poussin nach Wien gebracht, um seine Ausbildung zu fördern. Aber der Wunderknabe stirbt bei einem wichtigen Vorspielen vor Aufregung, weil er ein schwaches Herz hat. Der Verstorbene wird ins Kloster zurückgebracht und dort beigesetzt. Die Violine wird mit ihm begraben, doch durchziehende Sinti und Roma plündern das Grab, entwenden das Instrument und spielen die Geige als Wandermusikanten. Später gelangen die Sinti und Roma und mit ihnen die Violine nach England.
Wiederum viele Jahrzehnte später erwirbt sie Lord Frederick Pope aus Oxford von den Sinti und Roma, als diese auf seinem Land lagern. Das Musikgenie spielt wie besessen Eigenkompositionen. Seine Beziehung zu dem Instrument ist ebenso sinnlich-erotisch wie das zu seiner Geliebten Victoria. Doch diese verlässt ihn, um nach Russland zu reisen. Als sie zurückkehrt, überrascht sie Pope mit einer anderen Frau beim Liebesspiel. Wutentbrannt schießt die Eifersüchtige auf die Violine, der sie die Schuld an der Verführung gibt, und verlässt Pope. Dieser bereut seine Untreue und kündigt seinen baldigen Selbstmord an.
Die am Hals beschädigte Violine wird repariert und gelangt mit Popes ehemaligem chinesischen Diener, der das Instrument nach Popes Tod an sich genommen hatte, zu Beginn des 20. Jahrhunderts nach Shanghai und dort von einem Trödler in den 1930er Jahren in die Hand einer wohlhabenden Chinesin. Mitte der 1960er Jahre wütet im kommunistischen China die Kulturrevolution. Westliche Musik und Kultur sind verpönt. Deshalb schenkt Xiang Pei, die die Violine von ihrer Mutter bekommen hatte, das Instrument dem Musiklehrer Chou Yuan. Dreißig Jahre später wird Chou Yuan auf seinem Dachboden tot aufgefunden, neben ihm findet die Polizei eine reichhaltige Kollektion von Geigen, die er vor der Vernichtung durch die Kulturrevolutionäre bewahrt hatte, darunter auch die inzwischen erheblich beschädigte rote Violine.
Die in China gefundenen antiken Geigen sollen von einem Auktionshaus im kanadischen Montreal versteigert werden. Der amerikanische Sachverständige Charles Morritz untersucht die Objekte. Seine Vermutung bestätigt sich, und er kann durch die Untersuchung einer Lackprobe die Echtheit der geschichtsträchtigen roten Violine beweisen. Er ist fasziniert von ihrem perfekten Klang und wird, wie schon frühere Besitzer, von ihr in einen magischen Bann gezogen. Er will sie unbedingt besitzen und tauscht sie mit Hilfe eines Komplizen, der das Personal ablenkt, unbemerkt gegen eine (vor vielen Jahren von Pope in Auftrag gegebene) Kopie aus. Diese wird für 2,4 Millionen Dollar an Mr. Ruselsky versteigert. Morritz kehrt mit der Violine glücklich zu seiner Familie zurück.
Anna Bussotti, der unglücklichen Frau des Geigenbauers, war kein erfülltes Leben beschieden, doch sie lebte in der roten Violine weiter und erlebte viele Schicksalsschläge und Abenteuer. Die Violine brachte Leidenschaft und Unheil für ihre Besitzer und setzte begnadete Musik in die Welt.

## Kritiken
- Das Lexikon des internationalen Films bezeichnete den Film als „historischen Bilderbogen, der die Epochen allzu illustrativ und oberflächlich abbildet und seine opulente Ausstattung einer sinnvollen Dramaturgie vorzieht.“[1]
- Roger Ebert bescheinigte dem Film in der Chicago Sun-Times „Intelligenz und Reiz“ („intelligence and appeal“) und ein „spannendes Ende“ („suspenseful ending“).[2]

## Auszeichnungen (Auswahl)
- 1998 gewann François Girard beim Tokyo International Film Festival den Best Artistic Contribution Award.
- 1999 gewann der Film in acht Kategorien der Genie Awards und wurde in zwei weiteren nominiert.
- 1999 gewann der Film in neun Kategorien den Prix Jutra und wurde in zwei weiteren Kategorien nominiert.
- 2000 gewann John Corigliano einen Oscar für die Beste Filmmusik.
- 2000 wurde der Film als Bester fremdsprachiger Film beim Golden Globe Award nominiert.
- 2000 wurde John Corigliano für die Filmmusik für den Grammy nominiert.
- 2000 wurde der Film als Bester fremdsprachiger Film bei den Online Film Critics Society Awards nominiert.
- 2000 wurde der Film in drei Kategorien der Satellite Awards nominiert.

## Hintergrundinformationen
Gedreht wurde in China, Cremona, Montreal, Oxford, Pizzighettone (bei Cremona), Sand in Taufers und Wien. Das Budget betrug etwa 10 Millionen US-Dollar. Der Film startete am 10. September 1998 beim Toronto International Film Festival. In Deutschland war er erstmals am 26. November 1998 zu sehen. Es wurden deutschsprachige VHS-Videokassetten und DVDs veröffentlicht.
Joshua Bell spielte als Violinsolist die Originalmusik von John Corigliano.